# 岩石圈地幔
岩石圈地幔（英語：Lithospheric mantle）是地球地幔的最上層固體部分，又分為與大陸岩石圈相關的大陸岩石圈地幔和與大洋岩石圈相關的大洋岩石圈地幔。